# Horreur à Red Hook
L'horreur de Red Hook est une nouvelle de l'écrivain américain H. P. Lovecraft, écrite du 1er au 2 août 1925. L'horreur de Red Hook est un texte de transition, situé entre le travail antérieur de l'auteur et le Mythe de Cthulhu. 
Bien que l'histoire dépeigne un culte sinistre, ce culte offre une menace "conventionnelle" liée à adoration de divinités occultes, plutôt qu'une menace cosmique comme dans ses travaux ultérieurs. Vivant dans la pauvreté dans le bidonville de Red Hook au moment de la rédaction de cette nouvelle, Lovecraft tentait à ce moment-là d'élargir ses horizons dans les magazines pulps. En ayant comme protagoniste un détective d'origine irlandaise de la police de New York inhabituellement proactif par rapport aux autres personnages de Lovecraft, il espérait une vente rapide à un magazine pulp spécialisé dans les histoires de détectives, ce qui aurait ouvert un nouveau marché autre que son magazine habituel Weird Tales. Il n'a pas obtenu une telle vente et a dû se rabattre sur Weird Tales. L'horreur de Red Hook a donc été publié pour la première fois dans le numéro de janvier 1927 de Weird Tales.

## Résumé
La nouvelle s'ouvre sur une prolepse: un homme est victime d'une crise de terreur sans cause apparente. Il s'avère qu'il a été traumatisé par une expérience vécue à Red Hook, Brooklyn.
L'homme, le détective Malone, se méfie de la population de Red Hook et trouve l'atmosphère détestable. Malone enquête sur un vieil homme excentrique du nom de Suydam, qui, selon la rumeur, se livre à des rituels occultes avec des gangsters et des immigrants illégaux dans ce quartier.
Suydam détourne les questions de Malone lorsque le détective l'interroge et insiste sur le fait qu'il fait simplement des recherches sur la culture locale des migrants. Quelques mois plus tard, Suydam semble avoir rajeuni d'une manière ou d'une autre, et s'est désormais désintéressé des immigrés. Lorsque survient une vague de disparitions d'enfants, le lieu de rassemblement supposé des immigrés est perquisitionné et des dessins rituels sont découverts sur les murs de la pièce abandonnée, mais aucun enfant n'est trouvé.
Parallèlement, Suydam, rajeuni, se marie, mais sur le bateau de croisière pour sa lune de miel, sa nouvelle épouse est retrouvée morte, son corps présentant des traces de griffures. Suydam est également tué, après quoi une brume s'échappe par la fenêtre. Le médecin traitant remarque que le nom "LILITH" clignote brièvement sur le mur. Des hommes montent soudainement à bord du navire et présentent une note écrite plus tôt par Suydam, ordonnant que son corps leur soit remis. Les hommes repartent, et le capitaine découvre que le sang de l'épouse de Suydam a également été siphonné pendant la transaction.
Malone et la police font une descente dans plusieurs salles de rituels du quartier de Red Hook. Dans l'ancien sous-sol de Suydam, Malone enfonce une porte et semble être attiré par un vent dans un trou infernal. Au fond, il voit des créatures géantes tenant des victimes humaines à moitié dévorées, ainsi qu'un lac noir avec une créature lumineuse sur un piédestal en or. Un bateau (transportant la dépouille de Suydam) accoste et amène le corps à la créature lumineuse sur le piédestal. Le cadavre se révèle être l'"ancien" Suydam, avant qu'il ne "rajeunisse". Portant Suydam, la créature lumineuse mène une procession d'horreurs infernales vers le son d'un orgue. Finalement, Malone entend des chants invoquant "Lilith", suivis de la vision d'un Suydam réanimé courant vers le piédestal de la créature lumineuse (et poursuivi par la foule étrange). Suydam atteint le piédestal et le renverse. Malone s'évanouit.    
Malone est retrouvé plus tard près d'une piscine noire, avec les restes éparpillés du corps de Suydam à proximité. Lors de l'exploration des ruines souterraines, plusieurs prisonniers et restes humains sont découverts. Par la suite, Malone peut encore entendre d'étranges chants provenant de certaines parties du quartier.

## Personnages
Thomas Malone
Inspecteur de la police new-yorkaise d'origine irlandaise, "affecté au commissariat de Butler Street à Brooklyn" avant de partir en congé maladie pour une durée indéterminée. Un "universitaire de Dublin né dans une villa géorgienne près de Phoenix Park", on dit de lui qu'il a "la vision lointaine du Celte pour les choses étranges et cachées, mais l'œil rapide du logicien pour les choses apparemment peu convaincantes...". "Dans sa jeunesse, il avait ressenti la beauté cachée et l'extase des choses, et il avait été poète ; mais la pauvreté, le chagrin et l'exil avaient tourné son regard vers des directions plus sombres, et il avait frémi devant les imputations du mal dans le monde qui l'entourait". Ce côté morbide est compensé par une "logique aiguë et un profond sens de l'humour". Il a 42 ans au moment de l'action.
Robert Suydam
Un "reclus lettré d'ancienne famille hollandaise, possédant à l'origine des moyens à peine indépendants, et habitant le manoir spacieux mais mal conservé que son grand-père avait fait construire à Flatbush". Considéré par la plupart comme "un vieil homme étrange et corpulent dont les cheveux blancs négligés, la barbe hirsute, les vêtements noirs brillants et la canne à pommeau d'or lui valaient un regard amusé", Malone le connaissait comme "une autorité vraiment profonde dans le domaine de la superstition médiévale". En raison de "certains changements étranges dans son discours et ses habitudes, ainsi que ses errances inexplicables dans des quartiers peu recommandables de Brooklyn", ses proches ont tenté sans succès de le faire déclarer fou. Il a environ 60 ans à l'époque de l'histoire.

## Intertextualité
L'horreur de Red Hook n'est généralement pas considérée comme faisant partie du mythe de Cthulhu, manquant de nombreux éléments qui le caractérisent, tels que des cultes totalement extraterrestres à des fins cosmiques, des livres interdits, des dieux inconnus et un sentiment de véritable "extérieur", car le culte et la magie occulte dans l'histoire ont des origines et des buts du monde réel.
Robert Suydam vit dans une "maison isolée, en retrait de la rue Martense". La famille Martense était les cannibales souterrains de l'histoire antérieure de Lovecraft La Peur qui Rôde, qui vivent dans un endroit d'où la rivière coule vers le sud pour finalement émerger à Red Hook.

## Inspiration
Lovecraft avait déménagé à New York pour épouser Sonia Greene un an plus tôt, en 1924; son engouement initial pour New York s'est rapidement aigri, en grande partie en raison de la xénophobie de Lovecraft. «Chaque fois que nous nous retrouvions dans les foules racialement mixtes qui caractérisent New York, Howard devenait furieux», écrivit plus tard Greene. "Il semblait presque perdre la tête".
Dans son histoire, Lovecraft décrit de manière très précise le mélange des populations de Red Hook vers 1925, mais - puisque son protagoniste est irlandais - il a changé une référence à la population alors irlandaise de Red Hook en «espagnol». À cette époque, il n'y avait pas de population espagnole à Red Hook, bien qu'il y en ait eu une plus tard.
Une grande partie des chants occultes de l'histoire a été tirée des articles sur "Magie" et "Démonologie" dans la 9e édition de l'Encyclopædia Britannica, écrite par l'anthropologue EB Tylor. Daniel Harms et John Wisdom Gonce notent que le sort que Lovecraft cite et décrit comme une "évocation de démon", était en fait une incantation prétendument utilisée pour la chasse au trésor.
L'utilisation des Yezidi comme adorateurs du diable, (il est sous-entendu à deux reprises qu'ils sont derrière les événements de l'histoire), semble avoir été inspirée par L'étranger du Kurdistan de E. Hoffmann Price. À cette époque, Lovecraft n'était pas au courant de leur utilisation similaire dans un roman d'aventure occulte de 1920 par Robert W. Chambers.
Martense Street n'est pas un lieu fictif; c'est un pâté de maisons au nord de Church Avenue. L'église réformée néerlandaise de Flatbush dans laquelle Suydam s'est marié se trouve au coin des avenues Church et Flatbush.

## Accueil
Lovecraft lui-même, toujours modeste sur son travail et à cette époque plutôt déprimé, a dit de L'horreur de Red Hook que le conte était "plutôt long et décousu, et je ne pense pas que ce soit très bon". Néanmoins, c'était l'une des rares histoires à avoir été publiée en livre de son vivant, par la prestigieuse série d'anthologies britanniques Not at Night .
Les critiques ont eu tendance à dénigrer l'histoire, en grande partie en raison de son racisme manifeste.Peter Cannon a noté que "le racisme est une mauvaise prémisse pour une histoire d'horreur". ST Joshi, dans HP Lovecraft: A Life, a qualifié l'histoire d'"horriblement mauvaise" pour son langage raciste.

## Héritage
- The Ballad of Black Tom est un récit de L'horreur de Red Hook du point de vue d'un homme noir au service de Suydam. Le livre, de Victor LaValle, tente de renverser les thèmes xénophobes de la nouvelle d'origine.
- Alan Moore's The Courtyard se déroule à Red Hook à l'ère moderne. Le racisme flagrant du protagoniste imite le racisme inhérent au texte original de Lovecraft[8]. Le deuxième numéro de la bande dessinée Providence de Moore est également basé sur L'horreur de Red Hook[9].